# Courtland, Alabama
Courtland är en kommun (town) i Lawrence County i Alabama. Vid 2020 års folkräkning hade Courtland 584 invånare.

## Kända personer från Courtland
- William Crawford Sherrod, politiker